# Gastronomía del Caribe

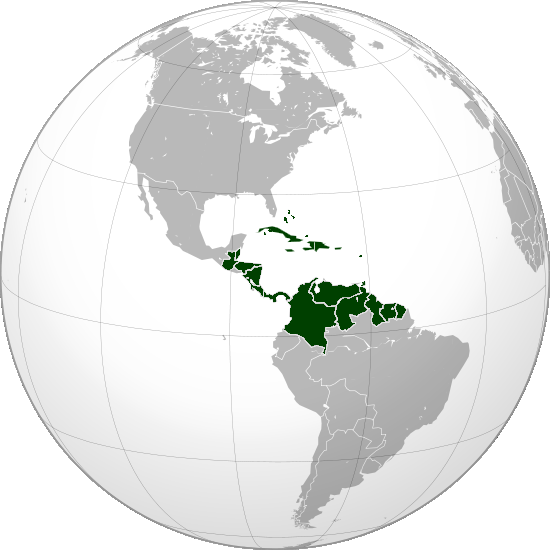
Países en la región del Caribe.

La gastronomía del Caribe engloba varias gastronomías que tienen en común una fusión de productos y técnicas de origen africano, criollo, cajún, nativo-americano, europeo, latinoamericano, indio, chino y medio-oriental. Estas tradiciones culinarias fueron traídas de varios países a la región del Caribe por los inmigrantes. Tras ello en la región se creó un estilo único y variado.

## Comida típica

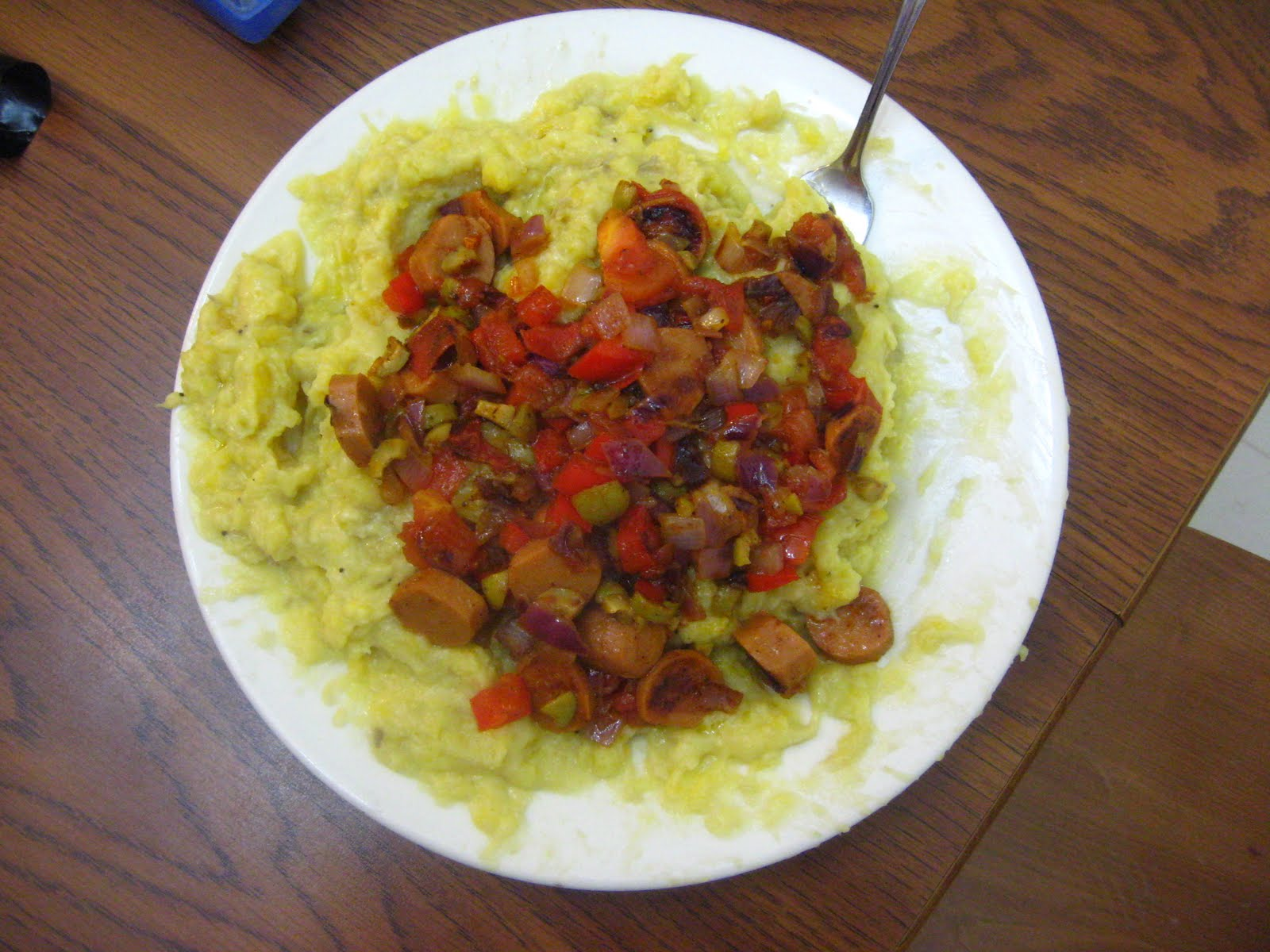
Mangú con carne vegetariana.

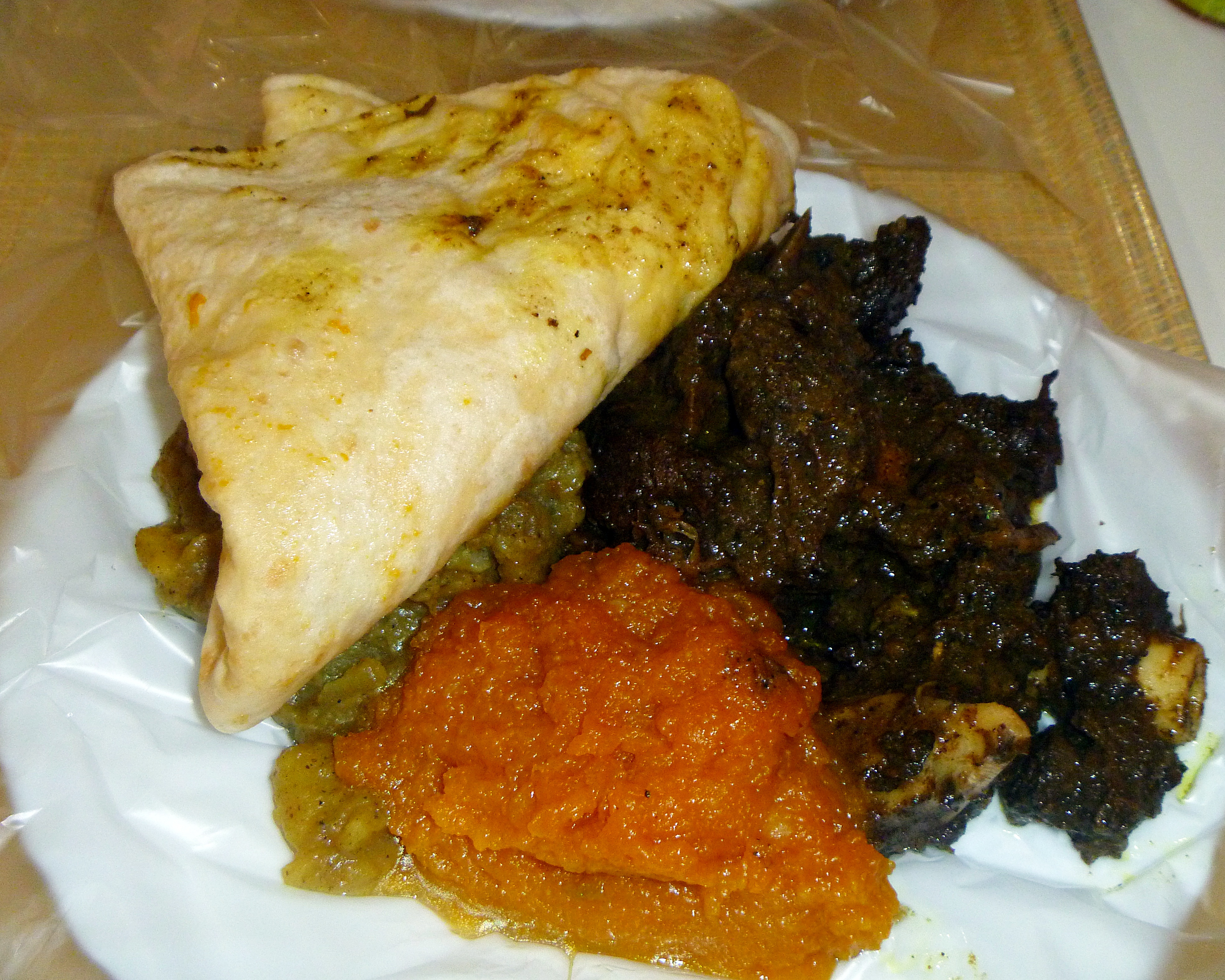
Dhalpuri Roti, Tarkari de calabaza, Channa y Aloo (garbanzo y patatas) y curry de cabra. De Trinidad y Tobago.

Los ingredientes que son comunes en la gran mayoría de los platos de las islas son el arroz, los plátanos, los frijoles, la yuca, el cilantro, los pimientos, los garbanzos, el tomate, la batata, el coco y cualquiera de las diversas carnes disponibles localmente como carne de res, aves de corral, carne de cerdo o pescado. Un condimento característico para la región es una marinada a base de hierbas verdes y aceite que imparte un perfil de sabor que es esencialmente caribeño. Los ingredientes pueden incluir ajo, cebolla, pimientos scotch bonnet, apio, cebolleta y hierbas como culantro, mejorana, romero, estragón y tomillo. Este condimento verde se usa para una variedad de platos como curry, guisos y carnes asadas.
Los platos tradicionales son tan importantes para la cultura regional que, por ejemplo, la versión local del estofado de cabra caribeña ha sido oficializado como el plato nacional de Montserrat y también es uno de los platos emblemáticos de San Cristóbal y Nieves. Otro plato popular en el Caribe anglófono se llama cook-up o pelau. El akí y bacalao es otro plato popular que es exclusivo de Jamaica. El calalou es un plato que contiene vegetales de hoja como espinacas y a veces okra, entre otros, ampliamente distribuido en el Caribe, con un carácter distintivo africano e indígena.
La variedad de platos de postre en el área también refleja los orígenes mixtos de las recetas. En algunas áreas, se puede servir Black Cake, un derivado del pudín de Navidad inglés, especialmente en ocasiones especiales.
Con el tiempo, la gastronomía del Caribe se ha convertido en una técnica narrativa a través de la cual su cultura ha sido acentuada y promovida. Sin embargo, al estudiar la cultura caribeña a través de una lente literaria, corre el riesgo de generalizar las ideas exóticas sobre las prácticas alimentarias de la zona tropical. Algunos teóricos de la comida argumentan que esta representación de la comida caribeña en diversas formas de medios contribuye a las concepciones inexactas que giran en torno a sus prácticas culinarias, que están mucho más basadas en eventos históricos desagradables. Por lo tanto, se puede argumentar que la conexión entre la idea de que el Caribe es el paraíso supremo y la comida caribeña es exótica se basa en información inexacta.

## Por ubicación
- Gastronomía de Anguila
- Gastronomía de Antigua y Barbuda
- Gastronomía de las Bahamas
- Gastronomía de Barbados
- Gastronomía de Belice
- Gastronomía de las Islas Caimán
- Gastronomía de Colombia
- Gastronomía de Costa Rica
- Gastronomía de Cuba
- Gastronomía de Curazao
- Gastronomía de Dominica
- Gastronomía de Florida
- Gastronomía de Guayana Francesa
- Gastronomía de Granada
- Gastronomía de Guatemala
- Gastronomía de Guyana
- Gastronomía de Haití
- Gastronomía de Honduras
- Gastronomía de Jamaica
- Gastronomía de Nicaragua
- Gastronomía de Panamá
- Gastronomía de Puerto Rico
- Gastronomía de República Dominicana
- Gastronomía de San Cristóbal y Nieves
- Gastronomía de Surinam
- Gastronomía de Trinidad y Tobago
- Gastronomía de Venezuela
- Gastronomía de las Islas Vírgenes Británicas
- Gastronomía de las Islas Vírgenes de los Estados Unidos
- Gastronomía de Yucatán